# Bannay, Cher
För andra områden med samma namn, se Bannay
Bannay är en kommun i departementet Cher i regionen Centre-Val de Loire i de centrala delarna av Frankrike. Kommunen ligger  i kantonen Sancerre som tillhör arrondissementet Bourges. År 2022 hade Bannay 841 invånare.

## Befolkningsutveckling
Antalet invånare i kommunen Bannay
Referens:INSEE

## Kända personer med kopplingar till kommunen
- Émile Fouchard (1902-1996), politiker